# NGC 5342
NGC 5342 é uma galáxia lenticular (S0) localizada na direcção da constelação de Ursa Major. Possui uma declinação de +59° 51' 50" e uma ascensão recta de 13 horas, 51 minutos e 25,9 segundos.
A galáxia NGC 5342 foi descoberta em 19 de Março de 1790 por William Herschel.